# Alzadaesthetus chilensis

Alzadaesthetus chilensis (лат.) — вид жуков-стафилинид рода Alzadaesthetus из подсемейства Euaesthetinae (Staphylinidae). Южная Америка.

## Распространение
Южная Америка: эндемик Чили. Обнаружены в лесах из Nothofagus-Podocarpus на высоте 700 м.

## Описание
Мелкие коротконадкрылые жуки-стафилиниды, длина 3-4 мм. Усики 11-члениковые. Основная окраска коричнево-чёрная. Глаза очень крупные, составляют более чем половину длины головы. От близкого вида Alzadaesthetus furcillatus отличается наличием парасклеритов на 4-6-х абдоминальных сегментах. Обладают примитивной формулой лапок 5-5-5, распространённой лишь в нескольких голарктических родах из триб Nordenskioldiini Bernhauer & Schubert, 1911 и Fenderiini Scheerpeltz, 1974. Однако, у Alzadaesthetus базальный сегмент лапок более или менее редуцированный и почти слитый со вторым члеником.
Таксон Alzadaesthetus chilensis был впервые описан в 1961 году американским колеоптерологом Дэвидом Кистнером (Kistner D. H., 1961) в качестве типового вида рода Alzadaesthetus Kistner, 1961 и включён в подсемейство Euaesthetinae Thomson, 1859. Позднее этот и второй вид рода (Alzadaesthetus furcillatus Saiz, 1972) были выделены в свою отдельную монотипическую трибу Alzadaesthetini Scheerpeltz, 1974.